# Búzaháza
Búzaháza (románul Grâușorul, korábban Buza) falu Romániában, Maros megyében.

## Fekvése
A falu Marosvásárhelytől 20 km-re északkeletre a Nagy-Nyárád bal partján települt.

## Nevének eredete
Nevét első birtokosáról kapta. A személynév pedig a magyar búza növénynévből ered. A román név a magyar név fordítása (román: griușor = búzácska).

## Népessége
| Lakosok száma | 549  | 205  | 164  |
|               | 1910 | 2011 | 2021 |

## Története
A hagyomány szerint a falut egykor Kiskeresztúrnak hívták. Itt vezetett a Sóvárad felé menő római sóút. A hagyomány azt tartja, hogy a tatárjáráskor több környező falu lakossága Buza János házához futott össze. 1910-ben 549 lakosából 14 kivételével mind magyarok. A trianoni békeszerződésig Maros-Torda vármegye Nyárádszeredai járásához tartozott. 1992-ben 238 lakosából 164 magyar és 74 cigány volt.

## Látnivalók
- Unitárius temploma 1792-ben fából épült, tornya 1843-ból való.
- Református temploma 1842-ben épült fakápolna.
- Római katolikus temploma 1890-ben épült, alapjában római kövek is vannak, melyek a mikházi római castrumból származnak.